# Orbcomm
ORBCOMM är ett amerikanskt företag som erbjuder industriellt Internet av saker (IoT) och maskin till maskin (M2M) kommunikationslösningar avsedda att spåra, övervaka och styra fasta och mobila tillgångar på marknader inklusive transport, tung utrustning, sjöfart, olja och gas, verktyg och myndigheter. Företaget tillhandahåller hårdvaruenheter, modem, webbapplikationer och datatjänster som levereras via flera satellit- och mobilnät.